# 카이 한센
카이 한센(독일어: Kai Hansen, 1963년 1월 17일 ~ )은 독일의 헤비 메탈 기타리스트이자 보컬리스트이다.
한센은 파워 메탈 밴드 감마 레이의 설립자, 리드 기타리스트, 그리고 보컬리스트이다. 그는 또한 2016년에 다시 합류한 독일의 헤비 메탈 밴드 헬로윈의 공동 창립자 중 한 명이다. 그는 파워 메탈 분야에서 유명한 인물이며 전 세계적으로 수백만 장의 음반을 팔았다. 그는 이 장르에서 두 개의 중요한 밴드를 설립하여 "파워 메탈의 대부"로 여겨진다. 2011년, 그는 전 헬로윈의 보컬리스트 미하엘 키스케가 피처링한 밴드 유니소닉에 가입했다. 한센과 키스케는 《Keeper of the Seven Keys》 파트 I, II의 발매 30주년을 기념하여 2017년 헬로윈과 재결합하여 현재 멤버 전원이 참여하는 월드 투어를 가졌다.

## 어린 시절
카이 한센은 1963년 서독 함부르크에서 태어났다. 10살 때, 카이는 음악에 관심을 갖게 되었고 워시드럼을 연주하기 시작했다. 하지만 그의 부모님은 소음을 좋아하지 않았고 대신 통기타를 사주었다. 그는 클래식 기타에 대한 6개월짜리 강의를 들었고, 그것을 따라, 그가 흰색 아이바네즈 레스폴이라는 전기 기타를 산 후 그의 반 친구들과 그의 첫 번째 밴드를 결성했다.

## 경력
한센의 음악 경력은 1978년 아이언 세이비어의 공동 설립자이자 프로듀서인 피에트 시엘크와 함께 젠트리라는 밴드에서 시작되었다. 1983년, 미하엘 바이카스와 함께 헬로윈을 설립하여 미하엘 키스케가 음반 《Keeper of the Seven Keys: Part I》와 《Keeper of the Seven Keys: Part II》의 마이크를 물려받을 때까지 기타리스트이자 가수였다. 한센은 1988년~1989년 광범위한 투어로 인해 밴드를 떠났고 자신의 파워 메탈 밴드 감마 레이를 결성했다. 한센은 또한 1997년에 기타리스트로 아이언 세이비어에 합류했지만 감마 레이에 집중하기 위해 몇 년 후에 그만두었다. 그는 현재 감마 레이와 함께 매우 성공적인 경력을 쌓았고, 여러 장의 음반을 발매하고 전 세계 매진 투어를 했다.

## 노래 경력
그의 초기 몇 년 동안 한센의 노래 스타일은 많은 스래시 메탈 보컬리스트들을 연상시켰다. 한센은 (그의 후계자 키스케처럼) 부드럽고 선명한 스타일을 사용하기 보다는 극적인 효과를 위해 고음의 비명에 가려 쉰 소리로 노래를 불렀다. 키스케는 원래 한센이 노래와 기타를 동시에 연주하는데 어려움을 겪었기 때문에 가수로 영입되었다. 하지만 나중에 그는 이러한 문제들을 극복한 것 같다.
1995년부터 시작하여, 한센은 그의 현재 밴드 감마 레이의 보컬을 제공했다. 그 무렵, 한센의 보컬 스타일은 그의 어린 시절의 약간의 콧소리나 쉰 소리를 유지하면서 전통적인 파워 메탈적 감각에서 더 멜로디하고 약간 더 선명해졌다.

## 음반 목록

### 헬로윈
- Helloween (1985) - EP
- Walls of Jericho (1985)
- Judas (1986) - Single
- Keeper of the Seven Keys: Part I (1987)
- Keeper of the Seven Keys: Part II (1988)
- Live in the UK (1989) – Live album
- Pumpkins United (2017) – Single
- United Alive in Madrid (2019) - Live album
- Helloween (2021)

### 감마 레이
- Heading for Tomorrow (1990)
- Sigh No More (1991)
- Insanity and Genius (1993)
- Land of the Free (1995)
- Somewhere Out in Space (1997)
- Power Plant (1999)
- No World Order (2001)
- Majestic (2005)
- Land of the Free II (2007)
- To the Metal! (2010)
- Empire of the Undead (2014)

### 아이언 세이비어
- Iron Savior (1997)
- Unification (1998)
- Interlude (1999) - EP
- Dark Assault (2001)